# Мой брат (песня, Меладзе)
«Мой брат» — песня братьев Валерия и Константина Меладзе (слова и музыка Константина Меладзе), выпущенная под лейблом Velvet Music. Премьера песни состоялась на iTunes 5 октября 2015 года. Премьера видеоклипа песни с участием братьев Меладзе, Елизаветы Боярской, Виктории Исаковой и Юлии Снигирь состоялась в YouTube на канале Velvet Music 10 декабря 2015 года.
За эту песню Константину Меладзе были присуждены Российская национальная музыкальная премия (2016) в категории «Композитор года» и диплом фестиваля «Песня года» (2015).

## Описание
Один человек искал смысл жизни,

Нашел – потерял…

Да в этом ли дело?

Один человек,

Не понятый трижды, на месте шагал.

А время летело,

И оставался только выход один –

Порвать со всем и сделать шаг в никуда,

Сломать все компасы и сбиться с пути,

Но только вырваться бы из повседневности…

Мой брат сказал однажды мне: «Если не задалось, не жди».

Полжизни привыкал я к ней,

А нужно было просто уйти.
Музыка и слова песни «Мой брат» были написаны Константином Меладзе. Исполнена песня была дуэтом братьев Валерия и Константина Меладзе и выпущена под лейблом Velvet Music. Премьера песни состоялась 5 октября 2015 года на iTunes. Песня стала первым дуэтом братьев Меладзе. Песня в исполнении братьев была показана в программе «Новогодняя ночь на Первом канале» 31 декабря 2015 года.
В песне поётся об упущенной необходимости вовремя отказаться от бесперспективных отношений, которые долго терпелись героями песни. Ирина Меладзе (бывшая супруга Валерия) в интервью для журнала «Антенна-Телесемь» предположила, что песня может быть выражением некой крайне нетипичной формы благодарности, и рассказала, что на её вопрос экс-супруг ответил, что она зря намеренно ищет негатив, «в тексте данной песни даже мысли такой не было!».

Не знаю, возможно, эта композиция на самом деле про защиту амурских тигров или беломордых дельфинов, а я просто что-то неправильно поняла…— Ирина Меладзе
По утверждению Меладзе, песня получилась особенной, — «о близких душах, о главных людях в жизни и их влиянии, о судьбе, о выборе».

## Отзывы, критика
Как прекрасно начинать новую неделю с музыки.

Спасибо братьям за этот красивый дуэт.
Алексей Мажаев в своей рецензии отметил, что спетая дуэтом песня братьев Меладзе «Мой брат» стала тем дебютом Константина Меладзе как певца, который от него ждали много лет. По мнению Мажаева, песня вполне могла быть исполнена Валерием Меладзе сольно, а её припев могла петь «ВИА Гра», но в этом случае не получился бы тот драматизм, который был достигнут дуэтом братьев. Мажаев нашёл тембр Константина довольно необычным на фоне давно привычного всем голоса Валерия. Мажаев счёл, что Константину отлично удались «переживательные» интонации, а акцент дополнительно усилил этот эффект, поэтому, несмотря на отсутствие хрипотцы, Константину вполне можно, в качестве шутки, запустить сольный проект в стиле русского шансона. Мажаев рекомендовал Константину продолжить работать в дуэте с Валерием по причине востребованности такого взаимодействия со стороны публики.
Отар Кушанашвили раскритиковал песню «Мой брат», пристыдил и отругал за неё Валерия и Константина Меладзе, сочтя, что в ней братья называют своих бывших жён ошибками и предаются покаянному самобичеванию: «Полжизни привыкал я к ней, а надо было…».

…когда поешь ТАКУЮ песню, надо ведь понимать, что её услышат те, кто с тобой проходил огонь, воду, медные трубы. И как им будет больно … нельзя плевать в прошлое, нельзя петь про любовь и топтать тех, кто любил тебя…— Отар Кушанашвили.

## Клип
Для песни был снят видеоклип (по сути, короткометражный фильм) с участием братьев Меладзе, Елизаветы Боярской, Виктории Исаковой и Юлии Снигирь, премьера которого состоялась 10 декабря 2015 года на видеоканале кампании Velvet Music в YouTube. Снигирь и Исакова воплотили образы брошенных женщин, а Боярской досталась роль роковой разлучницы. Юлия Снигирь снялась в этом клипе, будучи беременной; так как она не набрала лишний вес и отлично выглядела, её «интересное положение» удалось скрыть от зрителей позами (актриса, в основном, сидела на стуле или стояла у стены), изящным пальто и свободным платьем.
По словам Константина Меладзе, многократно наблюдавшиеся им в жизни три типа женской реакции (на сказанные мужчиной одни и те же слова) присущи трём абсолютно различным женским типажам, воплощённым в клипе на песню «Мой брат» тремя замечательными актрисами. По утверждению Константина, задействованное эмоциональное разнообразие позволило построить не просто клип в стиле экшн, а маленький фильм-драму, включающий множество глубоких переживаний и крупных планов.
По мнению Анны Прищеповой, клип представляет собой историю о трёх совершенно непохожих женщинах, сюжет которой, складываясь с песней, по мнению поклонников, превращается в настоящую исповедь. По утверждению Прищеповой, многие сочли текст песни первыми публичными просьбами братьев Меладзе о прощении перед своими бывшими супругами.

## Награды и номинации
- 2015 — диплом фестиваля «Песня года» — Константин Меладзе за песню «Мой брат»[14][15][16].
- 2016 — Российская национальная музыкальная премия в категории «Композитор года» — Константин Меладзе за песню «Мой брат»[17].
- 2016 — номинация на музыкальную премию телеканала RU.TV в категории «Лучшая актёрская роль в клипе» — братья Меладзе за участие в клипе на песню «Мой брат»[18].